# Готська війна (377—382)

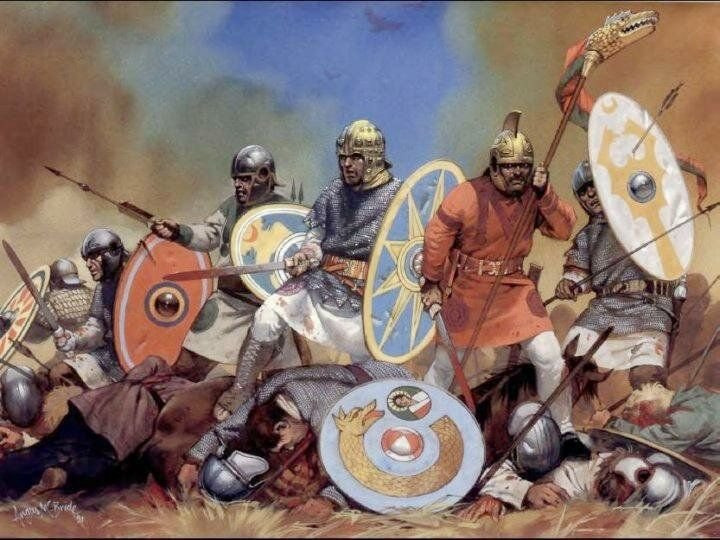
Готи проти Римської імперії

Готська війна (377—382) — це війна між Східним Римським імператорством з одного боку та варварами з готського племені з іншого боку. Цей конфлікт мав значний вплив на історію Європи, а також на подальшу міграцію та осідання германських племен на території Західної Європи.

## Перебіг
Війна почалася 377 року невдовзі після мирного переселення готів у Фракію і завершилася 382 року поселенням готів у придунайських римських провінціях на правах федератів імперії. Римсько-готська війна стала однією з перших і найважливіших подій Великого переселення народів. Готська війна проти Східної Римської імперії, і зокрема битва під Адріанополем, зазвичай розглядається як головний поворотний момент в історії Римської імперії, перша з низки подій наступного століття, які могли дати початок краху Західної Римської імперії, хоча її остаточне значення для падіння імперії все ще обговорюється. Це була одна з багатьох готських воєн з Римською імперією. Її результатом стали значне посилення впливу варварів-германців на внутрішнє життя Східної Римської імперії та початок руйнування цілісності імперії.
Початково, великі чисельні групи готів шукали притулку в Римській імперії, оскільки їхні землі були охоплені гунською небезпекою. Але конфлікти з військами Риму, корупція та несприятливі умови призвели до невдоволення готського населення, що призвело до повстання. У 376 році готи під проводом їхнього лідера Фрідігерна виступили проти Римської імперії. Протягом наступних років війна тривала змінним успіхом для обох сторін. В 378 році, при битві при Адріанополі, готи завдали важкої поразки римській армії та вбили імператора Валента. У 382 році, після тривалого переговорного процесу, було укладено мирний договір між Римською імперією та готами. В рамках договору було передбачено відведення територій для готських поселень, а також обмеження прав та обов'язків готського населення. Проте, цей конфлікт став прологом до подальших міграційних хвиль германських племен, які вплинули на політичну та соціальну структуру Європи.

## Передісторія
Незадовго після проголошення Валента своїм братом, Валентиніаном, співправителем-імператором східної частини Римської імперії, у Константинополі підняв заколот воєначальник Прокопій. Готи надали допомогу Прокопію і вислали загін у 3 тисячі воїнів, проте вони не встигли взяти участі в бойових діях, оскільки Валент зміг швидко придушити заколот, після чого Прокопія було страчено. Готи, що прибули на допомогу, були роззброєні та затримані біля придунайських фортець.
Коли готські вожді зажадали повернення полонених, імператор Валент вирішив діяти на випередження і навесні 367 атакував місця проживання готів за нижнім Дунаєм. Перший похід не приніс успіху імператору, бо варварам вдалося зникнути в горах. Наступного року Валенту також не пощастило — похід зірвався через рясний розлив Дунаю. У 369 році імператору врешті вдалося просунутися вглиб варварських земель, де і сталася перша битва з готами-тервінгами, що були під керівництвом вождя Атанаріха. Результатом цієї битви стала поразка готів і втеча Антаріха. Згідно з Зосимою, Валент вислав легкі пошукові загони в місця, де за його даними могли ховатися готи, з обіцянкою платити за кожну голову ворога. Крім втрат у боях внаслідок 3-річної війни готи стали зазнавати поневірянь через відсутність торгівлі з імперією. Вони запросили мир, який був укладений між імператором Валентом і вождем Атанаріхом на гребному судні посередині Дунаю. 

### Нашестя гунів
Нашестя гунів у 377 році на територію Римської імперії було одним із ключових факторів у готській війні 377-382 років.На початку 370-х років у Північне Причорномор'я увірвалися племена гунів. Спочатку їх удар прийняли алани, потім у зіткнення з новою невідомою силою вступили готи-гревтунги під керівництво прославленого в німецькому епосі вождя Германаріха. Відомості про гото-гуннські війни дійшли до наших часів завдяки історикам Амміану Марцелліну та Йордану. Під час цієї кривавої війни Германаріх помер, а його наступника,  Вітімира чекала та сама доля. Плем'я гревтунгів, очолюване двома новими вождями Алафеєм та Сафраком, було змушено відступити під сильним натиском з боку гунів та аланів до Дністра. До річки підійшли також готи-тервінги Атанаріха, щоб затримати просування гунів на берегах річки. Однак гуни обійшли вночі передовий заслін готів і раптово напали на їхній основний табір. Атанаріх утік і почав організовувати нову лінію оборони вже на  річці Прут та готи були вже зломлені. 

## Переселення готів до Фракії
У результаті гото-гунських війн частина готських племен підкорилася гунам, інші ж були зігнані з місць постійного проживання і зібралися на північ від нижнього Дунаю. Нестача життєвих запасів у тих місцях і постійна загроза гуннських набігів і змусили їх шукати притулку на римській території на південь від Дунаю, у східній Фракії. 
Амміан Марцеллін так повідомив про рішення готських племен:
«Після тривалих нарад про те, яке місце обрати для поселення, вони вирішили, що найбільш придатним для них притулком буде Фракія; на користь цього говорили два міркування: по-перше, ця країна має багаті пасовища і, по-друге, вона відокремлена потужною течією Істра від просторів, які вже відкриті для перун чужоземного Марса.» 
На лівому березі Дунаю зібрався величезний натовп майже 200 000 чоловік за оцінкою Євнапія. Римляни перебили тих варварів, котрі ризикнули переправитися на правий берег. Тоді готи відправили послів до Валента  з проханням дозволу поселити свій народ у межах Імперії. Імператор дозволив переправу варварам через Дунай із наміром використовувати їхні людські ресурси для зміцнення своєї армії. Готам мали надати землю для обробки і провіант на перший час.
Тервінгам, ймовірно, дозволили переправитися у фортецю Дуросторум або поблизу неї .  Римляни переправляли їх на човнах, плотах і в порожнистих стовбурах дерев;  
«старанно подбали про те, щоб жоден майбутній руйнівник Римської держави не залишився позаду, навіть якщо його вразить смертельна хвороба»
```
                                     За словами Амміана Марцелліна 
```

Незважаючи на це, річка розлилася через дощ , і багато з них потонули.  Важливо зазначити, що у готів мала бути конфіскована їхня зброя, але чи через те, що римлянам дали хабар, чи через те, що у римлян не було робочої сили, щоб перевірити всіх прибулих воїнів, багатьом готам дозволили залишити свою зброю. 
 «Цар з Антіохії наказав римським воєначальникам прийняти насамперед недорослих скіфів, перепровадити їх у римські володіння і тримати дбайливо у заставі; потім, стоячи на березі, іншим скіфам, здатним носити зброю, не раніше доставити судна для переправи на інший берег і не раніше приймати їх, доки вони не складуть зброї і не будуть абсолютно беззбройні. <…> Коротко сказати, кожен думав тільки про те, щоб наповнити дім рабами, маєтку — пастухами і задовольнити свою шалену хтивість. Соромно і беззаконно спокушені такими предметами, воєначальники прийняли скіфів озброєних.»  

Першими переправилося готське плем'я тервінгів вождів Алавіва та Фрітігерна. Інше плем'я тервінгів під керівництвом Атанаріха пішло лівим берегом Дунаю вгору, витісняючи сарматів. Готські племена гревтунгів вождів Алафея і Сафрака та плем'я Фарнобія не отримали дозволу на переправу, але скориставшись відволіканням римських солдатів на охорону тервінгів, висадилися на правому березі Дунаю.
Всі готи, що були переправлені були розміщені уздовж південного берега Дунаю в Нижній Мезії, очікуючи розподілу земель. Проте, внаслідок зловживань римського намісника у Фракії, коміта Лупіцина, готи не отримали продовольства у достатній кількості та були змушені обмінювати на нього своїх дітей. 

## Повстання готів
Римська логістика не могла впоратися з величезною кількістю людей, і чиновники під командуванням Лупіцина просто розпродали більшу частину їжі, перш ніж вона потрапила до рук готів.
Так як готів не допускали до римських міст для покупки провіанту під стінами Маркіанополя розгорівся локальний конфлікт. Озлоблені і незадоволені готи перебили невеликий римський загін солдатів. У цей час у місті гостювали Фрітігерн і Алавівус та невелика група  їхніх супроводжуючих. У відповідь Лупіцин наказав перебити зброєносців Фрітігерна, проте вождь зумів вирватися. Переживши нічний хаос і попередні приниження, Фрітігерн і тервінги вирішили, що настав час порушити договір і повстати проти римлян, і грейтунги негайно приєдналися до них. Лупіцин і його армія вступили в битву під Марціанаполем і були знищені. Всі молодші офіцери були вбиті, військові штандарти були втрачені, а готи отримали нову зброю та обладунки від мертвих римських солдатів. Лупіцин вижив і втік назад до Марціанополя. Тоді тервінги почали здійснювати набіги та грабувати регіон.
```
Про це Марцеллін написав так:
```

«За дев'ять миль від міста, він зупинився в готовності прийняти бій. Побачивши це, варвари кинулися на безтурботні загони наших і, притиснувши до грудей щити, вражали списами та мечами кожного, хто був на їхньому шляху. У кривавому запеклому бою впала велика  частина воїнів, втрачені були прапори, впали офіцери за винятком злощасного командира, який думав, поки інші боролися, тільки про те, як би врятуватися втечею, і на весь опор поскакав у місто.» 
Варвари розійшлися по всій території Фракії, займаючись грабунками та вбивствами. Під Адріанополем до них приєдналися загони готів Сферіда та Колії, які найнялися на службу імперії задовго до цих подій, але яких місцеве населення хотіло роззброїти. Робітники із золотих копалень також приєдналися до повсталих готів. Військо Фрітігерна взяло в облогу Адріанополь, але не маючи обладнання та досвіду для проведення облоги та втративши багато людей, вони покинули місто. Фрітігерн заявив, що тепер він «зберігає мир за стінами». 
Імператор Валент у цей час був зайнятий підготовкою війни з персами у Сирії. Він послав на придушення повстання воєначальників Профутура та Траяна з легіонами з Вірменії. Валент також звернувся за допомогою до імператора Західної Римської імперії Граціана , свого співімператора та племінника. 
Траян і Профутур прибули на чолі військ вірмен, але Фрігерід, який очолював паннонські та трансальпійські допоміжні війська, захворів на подагру. Рікомер, який очолював військо, відрізане від палатинської армії Граціана, прийняв командування об'єднаними силами за взаємною згодою інших лідерів, ймовірно, у Марціанополі.  Готи відступили на північ від гір Гемус, і римляни рушили до бою.  У місці під назвою Ad Salices вони вступили у бій. 
Жодна зі сторін не зуміла здобути перемоги  в кровопролитній битві в містечку Саліцій:
«Все це трапилося в рік консульства Граціана вчетверте і Меробавда, коли час уже йшов до осені.»  
Марцеллін назвав результат битви сумним і зауважив:
«Відомо, втім, що римляни, значно поступалися числом незліченним полчищам варварів, з якими вони билися, зазнали тяжких втрат, але завдали також жорстоких втрат варварам.»
```
                                     Аміан Марцеллін
```

Після битви римляни відступили до Марціанополя, а готи Фрітігерна провели сім днів у своєму фортеці, перш ніж вирушити. Тієї осені Рікомер повернувся до Галлії, щоб зібрати більше військ для кампанії наступного року. 
Валент передав командування Сатурніну. Оцінивши співвідношення сил, той стягнув війська до міст, не сподіваючись утримати гірські проходи. Римляни сподівалися послабити ворога за допомогою зими та голоду, а потім заманити Фрітігерна у відкриту битву на рівнинах між горами Гемус і Дунаєм, щоб добити його. Готи, знову голодні та зневірені, намагалися прорватися через перевали, але кожного разу їх відбивали. Потім Фрітігерн запросив на допомогу найманців гунів і аланів , які значно посилили його військо. Сатурнін, зрозумівши, що більше не може відбивати ці напади, відмовився від блокади та відступив. Таким чином, готи продовжили свої набіги, досягнувши Родопських гір і Геллеспонту . 
Готи, разом зі своїми новими союзниками гунами й аланами, вирушили на південь у пошуках здобичі й поблизу міста Деультум виграли битву при Деультумі, знищивши більшу частину східноримської армії та місто. Після цього готи рушили на Августа Траяна, але його розвідники вчасно виявили загарбників, і він негайно відступив до Іллірії, та незважаючи на це місто було зруйноване. 

## Наступ готів 378 року
Імператор Валент прибув зі Сходу до Константинополя 13 травня 378  Після відступу Августа командування військами імператор передав від Траяна Себастіану, котрий успішно діяв проти розрізнених готських загонів. Під Адріанополем він зробив вдалу вилазку, відбивши великий обоз у готів, який ті створили, щоб утримувати всю здобич і припаси, пограбовані з римської сільської місцевості. Фрітігерн вважав за краще відійти з гористої місцевості на рівнину до містечка Кабіла , щоб уникнути римських нападів. Тактика ж Себастіана полягала у постійних атаках на готів із засідок, позбавлення їхнього фуражу та поступового видавлювання з римської території. Успіхи воєначальника порушила заздрість в оточенні імператора: придворні євнухи, згідно з Зосимою, переконали Валента у легкій перемозі над ослаблими готами
11 червня  імператор виступив з армією з Константинополя. Сучасні історики оцінюють сили в розпорядженні Валента в широкому діапазоні від 15 000 до 60 000 солдатів
Імператор Граціан збирався привести війська з Паннонії на допомогу Валенту, але вторгнення в лютому 378 аламанського племені лентієнз через Рейнне дозволило йому вирушити у похід. Після розгрому аламанів Граціан рушив до Валента, проте ревнощі до військової слави племінника змусили імператора поспішно вплутатися в генеральну битву з готами у той час, коли війська Західної Римської імперії перебували на марші в районах сучасної Сербії.

### Битва під Адріанополем 378 року
Війська противників зблизилися в 18 км від Адріанополя у Фракії  . Вождь готів Фрітігерн надіслав пропозицію миру. Розвідка римлян невірно оцінила чисельність готської армії у 10 000 осіб, тому пропозиція була відкинута:
«За якимось непорозумінням наші передові легкі війська визначали чисельність усієї цієї частини полчищ, яку вони бачили, у десять тисяч чоловік, і імператор із гарячковою поспішністю поспішав їм назустріч.» 
Через цю помилку імператор вирішив першим атакувати супротивника. Військовий історик Дельбрюк на підставі цієї оцінки припускає, що готи насправді мали 12 000—15 000 воїнів. 
9 серпня 378 року , близько 2 години дня , римська армія пішла на табір готів . Вони оточили табір візками та зробили вал навколо нього. Фрітігерн ще раз запропонував мир, і Валент цього разу схилився до переговорів, але обмін заручниками було перервано випадковим невдалим нападом одного з римських загонів на табір готів. У результаті цього сторони перестали довіряти один одному. Раптом, для римлян з гір з'явилася готська кіннота Алафея та Сафрака з загоном аланів, які з ходу обрушилися на римлян. Почалася генеральна битва.
Ліве крило римлян, що складалося з кінноти, підійшло впритул до табору, проте було зруйновано натиском великої маси готів. Римські піхотні частини виявилися стиснуті в натовпі. 
Марцеллін описав розгром римлян так:
«Від хмар пилу, що піднялися, не видно було неба, яке відбивало загрозливі крики. Стріли, що неслись звідусіль, дихали смертю, потрапляли в ціль і ранили, бо не можна було ні бачити їх, ні ухилитися. Коли ж варвари, що висипали незліченними загонами, почали перекидати коней і людей, і в цій страшній тісноті не можна було очистити місця для відступу, і тиснява забирала будь-яку можливість піти, наші в розпачі взялися знову за мечі і почали рубати ворога, і взаємні удари сокир пробивали панцирі. <…> У цьому страшному сум'ятті піхотинці, виснажені від напруги та небезпек, коли в них не вистачало вже ні сил, ні вміння, щоб зрозуміти що робити, і списи у більшості були розбиті від постійних ударів, почали кидатися лише з мечами на густі загони ворогів, не думаючи вже більше про спасіння життя і не бачачи ніякої можливості піти.»  
Битва тривала до ночі. Доля імператора Валента ще довго  залишилася невідомою, римляни кілька днів після битви вважали його живим. Аміан Марцеллін та Сократ Схоластик передають дві версії. За однією з них імператора, було вбито стрілою, і його труп загубився серед солдатів на полі бою. За іншою версією очевидця пораненого Валента почет віднесла до сільської хатини. Готи оточили її, а потім, зустрівши опір, спалили разом з людьми, що знаходилися всередині, з яких вдалося врятуватися тільки тому самому очевидцю. Версія про загибель Валента у вогні була підхоплена пізнішими християнськими істориками, оскільки висловлювала ідею покарання імператора за його аріанські переконання та переслідування священнослужителів ортодоксальних.

### Облоги готів
На четвертий день після перемоги під Адріанополем готи повністю оточили саме місто, де сховалися вцілілі римські війська, і, розраховуючи захопити імператорську скарбницю, кинулися на штурм сходами. За два дні штурму готи втратили багато воїнів, після чого відмовилися від захоплення міста і попрямували до Перінфа, де пограбували околиці. Фрітігерн посилив своє військо гуннами і аланами , залученими чутками про багату здобич. Від Перінфа варвари рушили на Константинополь. Марцеллін приписує заслугу у відображенні першого тиску на столицю Східної Римської імперії загону сарацинів , які робили успішні вилазки на готовий. Перед загрозою варварів населення Константинополя вступало в ополчення, вдова Валентина серпня Домініка організувала оборону міста, видавши народу великі суми грошей. Готи почали будувати облогові машини, але потім відступити від неприступних стін і розсипалися для пограбування провінціями.
У ці дні магістр армії в Малій Азії Юлій за погодженням з сенатом Константинополя видав таємний наказ перебити всіх готів, давно прийнятих до імперії як заручників у юному віці і після дорослішання розподілених по різних фортецях, що було зроблено в обумовлений день. Сучасники схвально сприйняли винищення готів, вважаючи це необхідним кроком у тих умовах.

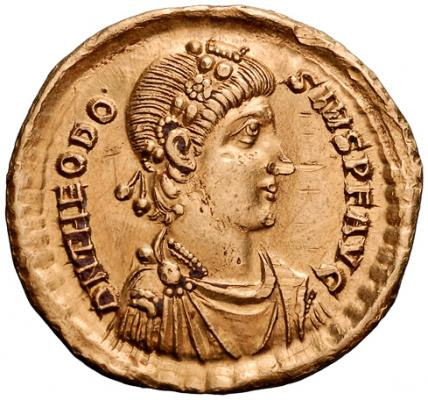
Новий імператор Східної Римської імперії Феодосій I

## Феодосій I і кінець війни
Про події Готської війни між 379 і 382 роками існує небагато джерел, інформація з них дуже суперечлива, особливо щодо піднесення Феодосія I як нового імператора Східної Римської імперії. Феодосій, що народився в Іспанії, був сином успішного генерала. Він воював на східних Балканах проти сарматів у 374 році. Після того, як його батько став жертвою придворних інтриг після смерті імператора Західної Римської імперії Валентиніана I, Феодосій вирішив піти у свої маєтки в Іспанії. Чому його відкликали на Схід – загадка. Можливо, свою роль відіграв його військовий досвід і гостра потреба в ньому для будь-якого нового імператора. 19 січня 379 р. Феодосій був проголошений імператором. Про те, як це сталося, джерела замовчують. Невідомо, чи Граціан ініціював піднесення Феодосія сам, чи вціліла армія на Сході змусила Граціана прийняти Феодосія як свого колегу. Якою б не була причина, Граціан визнав Феодосія співімператором і негайно виїхав на Захід, щоб вирішити справу з алеманами. Граціан не запропонував Феодосієві ніякої допомоги у боротьбі з готами, окрім надання йому контролю над західними імперськими єпархіями Дакії та Македонії.
Феодосій приступив до набору нової армії у своїй ставці в Фессалоніках . Фермерів призвали в армію, а варварів-найманців з-за Дунаю купили. Призов селян викликав багато обурення. Деякі самі понівечили собі великі пальці, але багато хто сховався сам або дезертирував за допомогою землевласників, які не були задоволені втратою своїх робітників до армії. Феодосій відповів багатьма суворими законами, які карали тих, хто переховував дезертирів, і винагороджували тих, хто їх здавав. Навіть тих, хто понівечив себе, все ще змушували служити в римській армії.  
Полководець Феодосія Модарес , який сам готом, здобув незначну перемогу проти Фрітігерна. Навіть такі маленькі перемоги, як ці, дуже возвеличувалися імперськими пропагандистами; є записи про святкування перемоги, що була вдвічі меншою, ніж за попередні сім десятиліть разом узяті.  У 380 р. готи розкололися. Гревтунги пішли в Іллірик і вторглися в західну провінцію Паннонію. Те, що сталося, знову піддається дискусіям; вони або зазнали поразки від військ Граціана, або мирно підписали угоду, за якою вони оселилися у Панонії. Тервінги пішли на південь до Македонії та Фессалії. Феодосій зі своєю новою армією рушив їм назустріч, але, через те що вона була наповнена ненадійними варварами і сирими новобранцями, армія швидко розійшлася. Варварські солдати приєдналися до Фрітігерна, і багато римлян дезертирували. Після перемоги тервінги змусили місцеві римські міста в цьому новому регіоні платити їм данину. Саме тоді Західна Римська імперія нарешті запропонувала певну допомогу. Покінчивши з готським вторгненням у Паннонію, Граціан зустрівся з Феодосієм у Сірміумі та наказав своїм генералам Арбогасту та Бауто допомогти відбити готів назад у Фракію, що вони успішно зробили до літа 381 року. Тим часом Феодосій вирушив до Константинополя, де він залишився. Після багатьох років війни, поразки двох римських армій і безперервної ситуації розпочалися мирні переговори.
3 жовтня 382 Феодосій уклав мирний договір, за яким готи оселилися як федерати в Нижній Мезії та Фракії (територія сучасної Болгарії). Ця дата вважається закінченням римсько-готської війни. В одній з промов з приводу укладання миру оратор Фемістій зауважив, що сільська місцевість Фракії обезлюдніла настільки, що довелося б колонізувати її поселенцями з Малої Азії, якби готів там не залишилося. Фемістій висловив надію асиміляції готів  римськими громадянами, наводячи за приклад войовничих галатів , які після вторгнення III в. до зв. е. осіли в Малій Азії та до IV століття перетворилися на звичайних підданих імперії. 
Готи підтримували мир і навіть билися у складі армії Феодосія до 395 року , коли після його смерті вони перестали отримувати щорічну данину від центральної влади і знову повстали під проводом Аларіха.

### Першоджерела
- Амміан Марцеллін , Історія, XXXI.

### Вторинні джерела
- Куліковський, М. (2007). Готичні війни Риму. ISBN 978-0-521-8-4633-2.
- Вус О. В., Фомін М. В. Битва при Адріанополі 9 серпня 378: Тріумф германців і трагедія римлян // МАІАСП. — 2016. — №8.
- Клауде Д. Історія вестготів — СПб.: Видавнича група "Євразія", 2002. — 288 с. ISBN 5-8071-0115-4
- Вольфрам Х. Готи. Вторгнення готів 376-378 р.р. — СПб.: Видавничий Дім "Ювента", 2003. ISBN 5-87399-142-1
- Нефедкін А. К. Тактика готів IV століття на прикладі битви при Саліції (377 р.): стаття з журналу «Воїн», № 9, 2002
- Вус О. В. 2016. Римсько-готська війна 377-382 рр. Битва при опідумі Ad Salices та її наслідки. Стародавності 2016: Харківський історико-археологічний щорічник 14, 27-35.